# ホンダ・C型エンジン
ホンダ・C型エンジン（ホンダ・Cがたエンジン）は、本田技研工業で製造されていた大型車種及びNSX用のV型6気筒エンジンである。

## 機構

### 4バルブSOHC
第1世代
- C20A/C25A/C27A

イギリスのブリティッシュ・レイランド（BL）との共同開発によって生まれた、レジェンド及びローバー・800用のエンジンである。ホンダが生産するエンジンとしては、出力取出軸端からの回転方向が初めて他社と同様の反時計回りのレイアウトを取り、後継エンジンであるJ型エンジンにも引き継がれている。
吸・排気バルブを2個ずつ備え、吸気バルブはタイミングベルトで駆動されるカムシャフトにより、外側支点のスイングアームを介し開閉され、排気バルブは内側支点のスイングアームからプッシュロッドを介しバルブ直上のロッカーアームを作動させ、開閉するという機構である。このため、SOHCながら点火プラグがDOHCと同様に燃焼室の天井中央部に取付けられている。バンク角はV6エンジンでありながら90度であり、そのためクランクシャフトのクランクピンを30度オフセットし等間隔爆発を成立させている。
PGM-FIはインテークマニホールドの各ポートにインジェクターが取付けられたマルチポイント式で、インテークマニホールド内に可変吸気装置が装備されている。等長エキゾーストマニホールドの後ろには排気ガス浄化用の三元触媒が配置された。
上級車用のエンジンであるため、ラッシュ・アジャスターやクランク・ダイナミックダンパー等が装着され、静粛性の向上が図られている。
ウィングターボ
- C20A

自社開発したウィングターボが装着されており、タービンハウジング内にある可変ベーンにより過給圧が制御され、ウェイストゲートバルブは装着されていない。水冷式インタークーラーはシリンダーブロックのバンク内に配置され、吸気管長さを最短にレイアウトした。それらによりインターセプトポイント回転数（最大過給圧到達回転数：2,000rpm以下）やターボラグの低減が成されている。
第2世代
- C32A/C35A

FFミッドシップ用の縦置きエンジンとして開発され、オイルパンをドライブシャフトが貫通する特異な構造が採られている。それに対し、吸・排気バルブの駆動はD型エンジンやF型エンジンと同様、ロッカーアームのみを介したシンプルな構造に改められた。点火システムはDOHC VTEC仕様と同様ダイレクトイグニッションである。

### DOHC VTEC
- C30A/C32B

第1世代をベースにNSX用に開発され、NAエンジンでの高出力化を実現するために、B型エンジンで開発された可変バルブタイミング・リフト機構であるVTECが装備されている。カムシャフトにハイ／ロー2種類のカム駒を設け、そこに接するスイングアームを切り替え、吸・排気バルブの開閉タイミング（バルブタイミング）とリフト量を変化させ、中・低速域のトルクと高速時の出力を両立させている。バルブ挟み角は60度と当時の市販乗用車用エンジンとしてはかなり大きく、これも高出力化に寄与している。
コネクティングロッドはチタン製で、ピストン及びピストンピンと共に重量管理が行なわれ、8,000rpmもの高回転と鋭いレスポンスを実現している。点火システムも、各気筒にイグニッションコイルを取付けたダイレクトイグニッションが採用され、高回転への対応が成されている。3.2L仕様ではシリンダーにFRM（Fiber Reinforced Metal）を採用し、シリンダー間隔を広げること無くシリンダーボア径を拡大（90.0mmから93.0mm）し、排気量を増加させた。
初期モデルはNAエンジンでありながら280PS（AT用は265PS）を達成し、ターボチャージャー付きである日産のRB26DETTやトヨタの1JZ-GTEに匹敵するほどのパワーを発揮している。1997年にはMTモデル用もエンジンのみ、排気量を3.0Lから3.2Lに拡大したC32Bに変更された。

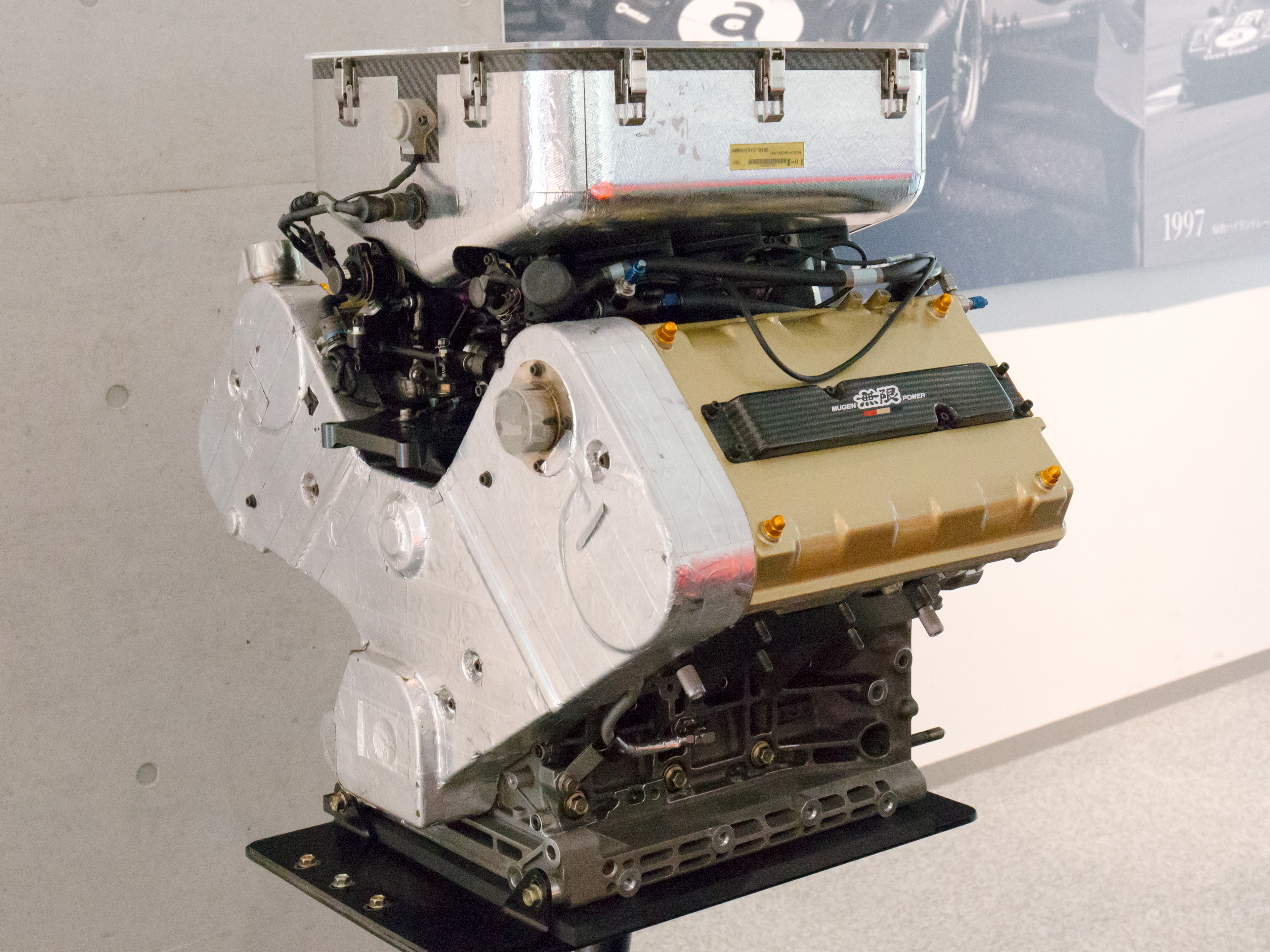
SUPER GT用 C32B型

- 1991年・1992年にはアメリカの「IMSAシリーズ」に参戦したアキュラ・スパイスSE90CLに搭載され、キャメル GTP Light クラスにおいてドライバーズ、マニュファクチャラーズの両タイトルを2年連続で獲得している。
- 2004年・2005年には、ターボ化されたC30A又はC32Bが全日本GT選手権・SUPER GTに参戦するNSXに搭載されたが、戦績は思わしくなく、2005年シーズン途中でC32Bを3.5Lに改造したNAエンジンに戻された。
- GT300に参戦しているヴィーマック・RD320RもC32Bを3.4Lに改造し搭載しているが、こちらは戸田レーシングが製作している。

## 歴史
- 1985年10月22日発表のレジェンドに、C20AとC25Aが初採用。
- 1988年10月14日、マイナーチェンジされたレジェンドに“ウィングターボ”を装着したC20A（ターボ）を搭載。
- 1990年9月13日発表のNSXにC30Aを搭載。
- 1990年10月24日、2代目レジェンドへC32Aを搭載。
- 2005年12月26日、NSXの生産終了と同時にC型エンジンの生産を終了。

## バリエーション

### C20A
標準仕様
- 弁機構：SOHC ベルト駆動 吸気2 排気2
- 排気量：1,996cc
- 内径×行程：82.0mm×63.0mm
- 燃料供給装置形式：電子制御燃料噴射式（PGM-FI）
- 参考スペック（KA1 レジェンド）
  - 最高出力：107kW(145PS)/6,500rpm
  - 最大トルク：167N·m(17.0kgf·m)/5,500rpm

ウィングターボ
- 弁機構：SOHC ベルト駆動 吸気2 排気2
- 排気量：1,996cc
- 内径×行程：82.0mm×63.0mm
- 過給機：可変ノズルターボ（ウィングターボ）
- 燃料供給装置形式：電子制御燃料噴射式（PGM-FI）
- 参考スペック（KA5 レジェンド）
  - 最高出力：140kW(190PS)/6,000rpm
  - 最大トルク：241N·m(24.6kgf·m)/3,500rpm

### C25A
- 弁機構：SOHC ベルト駆動 吸気2 排気2
- 排気量：2,493cc
- 内径×行程：84.0mm×75.0mm
- 燃料供給装置形式：電子制御燃料噴射式（PGM-FI）
- 参考スペック（KA2 レジェンド）
  - 最高出力：122kW(165PS)/6,000rpm
  - 最大トルク：211N·m(21.5kgf·m)/4,500rpm

### C27A
- 弁機構：SOHC ベルト駆動 吸気2 排気2
- 排気量：2,675cc
- 内径×行程：87.0mm×75.0mm
- 燃料供給装置形式：電子制御燃料噴射式（PGM-FI）
- 参考スペック（KA3 レジェンド・2ドアハードトップ）
  - 最高出力：132kW(180PS)/6,000rpm
  - 最大トルク：226N·m(23.0kgf·m)/4,500rpm

### C30A
- 弁機構：DOHC VTEC ベルト駆動 吸気2 排気2
- 排気量：2,977cc
- 内径×行程：90.0mm×78.0mm
- 燃料供給装置形式：電子制御燃料噴射式（PGM-FI）
- 参考スペック（NA1 NSX）
  - 最高出力：206kW(280PS)/7,300rpm
  - 最大トルク：294N·m(30.0kgf·m)/5,400rpm

### C32A
標準仕様
- 弁機構：SOHC ベルト駆動 吸気2 排気2
- 排気量：3,206cc
- 内径×行程：90.0mm×84.0mm
- 燃料供給装置形式：電子制御燃料噴射式（PGM-FI）
- 参考スペック（KA7 レジェンド）
  - 最高出力：158kW(215PS)/5,500rpm
  - 最大トルク：289N·m(30.5kgf·m)/4,500rpm

Type II
- 弁機構：SOHC ベルト駆動 吸気2 排気2
- 排気量：3,206cc
- 内径×行程：90.0mm×84.0mm
- 燃料供給装置形式：電子制御燃料噴射式（PGM-FI）
- 参考スペック（KA7 レジェンド）
  - 最高出力：173kW(235PS)/6,300rpm
  - 最大トルク：289N·m(29.5kgf·m)/5,200rpm

### C32B
- 弁機構：DOHC VTEC ベルト駆動 吸気2 排気2
- 排気量：3,179cc
- 内径×行程：93.0mm×78.0mm
- 燃料供給装置形式：電子制御燃料噴射式（PGM-FI）
- 参考スペック（NA2 NSX・タイプR）
  - 最高出力：206kW(280PS)/7,300rpm
  - 最大トルク：304N·m(31.0kgf·m)/5,300rpm

### C35A
- 弁機構：SOHC ベルト駆動 吸気2 排気2
- 排気量：3,473cc
- 内径×行程：90.0mm×91.0mm
- 燃料供給装置形式：電子制御燃料噴射式（PGM-FI）
- 参考スペック（KA9 レジェンド）
  - 最高出力：158kW(215PS)/5,200rpm
  - 最大トルク：312N·m(31.8kgf·m)/2,800rpm

## 搭載車種
C20A
- レジェンド （KA1/5）

C25A
- レジェンド （KA2）
- ローバー・800 （LA1）

C27A
- レジェンド・2ドアハードトップ （KA3）
- レジェンド （KA3）
- アコード（CE6）
- ローバー・800

C30A
- NSX （NA1）

C32A
- レジェンド／大宇・アカディア（KA7）
- レジェンドクーペ（KA8）
- インスパイア／セイバー（UA3）
- TL（UA3）

C32B
- NSX （NA2）

C35A
- レジェンド （KA9）